# ラディボエ・マニッチ
ラディヴォイェ・マニッチ（Radivoje Manić、1972年1月16日 - ）は、セルビア出身のサッカー選手。
Jリーグ、Kリーグ時代の登録名はマニッチ（ハングル: 마니치）。

## 来歴
1988-89シーズンにFKラドニチュキ・ピロトでキャリアをスタートさせ、1990-91シーズンに1部リーグのFKラドニチュキ・ニシュに移籍。下部リーグのクラブを経て、1994-95シーズンには1部リーグで19ゴールを挙げた。
1996年に韓国の釜山大宇ロイヤルズに移籍。1年目から13ゴールを挙げ、2年目の1997年はリーグとふたつのリーグカップ優勝に貢献し、ベストイレブンにも選出された。また1997年にはユーゴスラビア代表として、韓国で行われた韓国代表戦で国際Aマッチ初キャップを記録。韓国では「風の子（바람의 아들）」というニックネームを得た。
1998年はセレッソ大阪に期限付き移籍。1999年に釜山に復帰し、2002年まで所属。
セルビア・モンテネグロのクラブを経て、2004年からは再び韓国の仁川ユナイテッドFCでプレーし、2005年4月に韓国国籍を取得した。韓国名には、発音がマニッチと似ている摩尼山に由来するマ・ニサン（마니산）という名前をつけた。しかし4人の子供をインターナショナルスクールに通わせるために必要となった一人あたり4万ドルという高額な学費の負担をクラブ側に求めたが受け入れられず、2005年9月に釜山を退団した。Kリーグでの通算成績は205試合62得点39アシスト。

## 所属クラブ
- 1988-1991  FKラドニチュキ・ピロト
- 1990-1992  FKラドニチュキ・ニシュ
- 1991-1992  FKドゥボチツァ
- 1992-1993  FKラドニチュキ・ピロト
- 1993-1996  FKラドニチュキ・ニシュ
- 1996-1997  釜山大宇ロイヤルズ
- 1998  セレッソ大阪
- 1999-2002  釜山大宇ロイヤルズ/釜山アイコンス
- 2002-2003  FKラドニチュキ・ピロト
- 2003-2004  FKナプレダク・クルシェヴァツ
- 2003-2004  FKラドニチュキ・ピロト
- 2004-2005  仁川ユナイテッド
- 2005-2006  FKラドニチュキ・ピロト
- 2006-2007  FKセヴォイノ
- 2006-2007  OFKムラデノヴァツ

## 個人成績
| 国内大会個人成績 | 国内大会個人成績 | 国内大会個人成績 | 国内大会個人成績 | 国内大会個人成績 | 国内大会個人成績 | 国内大会個人成績 | 国内大会個人成績  | 国内大会個人成績 | 国内大会個人成績 | 国内大会個人成績 | 国内大会個人成績 |
| 年度             | クラブ           | 背番号           | リーグ           | リーグ戦         | リーグ戦         | リーグ杯         | リーグ杯          | オープン杯       | オープン杯       | 期間通算         | 期間通算         |
| 年度             | クラブ           | 背番号           | リーグ           | 出場             | 得点             | 出場             | 得点              | 出場             | 得点             | 出場             | 得点             |
| 日本             | 日本             | 日本             | 日本             | リーグ戦         | リーグ戦         | リーグ杯         | リーグ杯          | 天皇杯           | 天皇杯           | 期間通算         | 期間通算         |
| ---------------- | ---------------- | ---------------- | ---------------- | ---------------- | ---------------- | ---------------- | ----------------- | ---------------- | ---------------- | ---------------- | ---------------- |
| 1998             | C大阪            | 9                | J                | 17               | 6                | 3                | 2                 |                  |                  |                  |                  |
| 通算             | 日本             | 日本             | J                | 17               | 6                | 3                | 2\|\|\|\|\|\|\|\| |                  |                  |                  |                  |
| 総通算           | 総通算           | 総通算           | 総通算           | 17               | 6                | 3                | 2\|\|\|\|\|\|\|\| |                  |                  |                  |                  |

## 代表歴

### 試合数
- 国際Aマッチ 1試合（1997年）[7]

| ユーゴスラビア代表 | 国際Aマッチ | 国際Aマッチ |
| 年                 | 出場        | 得点        |
| ------------------ | ----------- | ----------- |
| 1997               | 1           | 0           |
| 通算               | 1           | 0           |